# 666년

## 연호
- 당(唐) 인덕(麟德) 3년 / 건봉(乾封) 원년

## 기년
- 당(唐) 고종(高宗) 17년
- 신라(新羅) 문무왕(文武王) 6년
- 고구려(高句麗) 보장왕(寶臧王) 25년

## 사건
- 고구려, 연개소문의 장남 연남생이 막리지가 됨.

## 사망
- 고구려(高句麗)의 막리지(莫離支) 연개소문(淵蓋蘇文)